# Брилиол
Брилиол (фр. Brullioles) насеље је и општина у источној Француској у региону Рона-Алпи, у департману Рона која припада префектури Лион.
По подацима из 2011. године у општини је живело 782 становника, а густина насељености је износила 63,84 становника/km². Општина се простире на површини од 12,25 km². Налази се на средњој надморској висини од 650 метара (максималној 817 m, а минималној 380 m).

## Демографија
| 1962. | 1968. | 1975. | 1982. | 1990. | 1999. | 2011. |
| ----- | ----- | ----- | ----- | ----- | ----- | ----- |
| 412   | 429   | 425   | 441   | 559   | 574   | 782   |

График промене броја становника у току последњих година